# Dynazty
Dynazty est un groupe suédois de power metal, originaire de Stockholm.

## Histoire
Dynazty est formé en 2007 autour de Rob Love Magnusson (guitare, clavier) et John Berg (guitare). Peu après, Georg Härnsten Egg et Joel Fox Apelgren rejoignent le groupe. En 2008, ils trouvent un chanteur fixe en la personne de Nils Molin sur Myspace. Le premier album, Bring the Thunder, sort en autoproduction,.
En 2011, le deuxième album Knock You Down sort sur le label suédois Stormvox, avec lequel ils ont atteint la 21e place des charts suédois. En 2011, le groupe participe au Melodifestivalen, la présélection suédoise pour le concours Eurovision de la chanson. Pour cela, ils reprennent la chanson This Is My Life d'Anna Bergendahl, avec laquelle ils représentent la Suède au 55e concours Eurovision de la chanson. Le groupe a pu l'interpréter en direct lors de l'émission.
En 2012, elle participe de nouveau au Melodifestivalen avec la chanson Land of Broken Dreams. Ils sont cependant éliminés lors de la quatrième demi-finale et ne réussissent pas à convaincre lors de la Andra Chansen (deuxième chance). En revanche, le single atteint la 57e place du classement suédois des singles.
Le troisième album Sultans of Sin est produit par Peter Tägtgren, et sort sur SoFo Records. Il atteint la 8e place des charts suédois. Le 28 mars 2014, l'album Renatus sort. Comme son prédécesseur, il est produit dans les studios Abyss, l'enregistrement est dirigé par Jonas Kjellgren, mais le groupe produit cette fois-ci l'album lui-même. L'album est publié par Spinefarm Records. En 2016, l'album Titanic Mass suit, toujours chez Spinefarm Records.
Le groupe se produit en live en première partie de Sabaton, Pain, Eclipse et Battle Beast, entre autres. En 2015, le groupe devait se produire au ProgPower USA à Atlanta, mais ne peut entrer aux États-Unis en raison de problèmes de visa. En 2017, Nils Molin devient chanteur au sein du groupe multinational Amaranthe, avec lequel il fait une tournée en Europe. À l'origine, il ne faisait que remplacer Jake E. Lindberg, mais il fait désormais partie intégrante du groupe,.
Le groupe signe avec le label allemand AFM Records, où l'album Firesign sort le 28 septembre 2018. Le 3 avril 2020, l'album The Dark Delight suit, marquant le premier classement en dehors de la Suède, à la 33e place du classement allemand des albums. Il s'agissait du premier album sur lequel on pouvait entendre un musicien invité. Henrik Englund Wilhelmsson (le collègue de Nils dans le groupe Amaranthe) se charge du growl sur From Sound to Silence et Apex.
The Dark Delight est suivi par Final Advent le 26 août 2022, qui est à nouveau sorti sur AFM Records. En 2025 sort l’album suivant, Game of Faces.

## Style musical
Musicalement, le groupe est passé d'un style plus proche du hard rock, qui prévalait sur les premiers albums, à un style plus power metal sur les sorties plus récentes. En particulier, les premiers albums sont imprégnés de hair metal et d'AOR des années 1980. Plus tard, la musique est devenue plus rapide et un peu plus accrocheuse, avec une grande importance accordée aux mélodies accrocheuses et aux sons de claviers,.

## Discographie

### Albums studio
- 2009 - Bring the Thunder (Perris Records)
- 2011 - Knock You Down (StormVox  Records)
- 2012 - Sultans of Sin (SoFo Records)
- 2014 - Renatus (Spinefarm Records)
- 2016 - Titanic Mass (Spinefarm Records)
- 2018 - Firesign (AFM Records)
- 2020 - The Dark Delight (AFM Records)
- 2022 - Final Advent (AFM Records)
- 2025 - Game of Faces (Nuclear Blast)

### Singles
- 2011 : This Is My Life
- 2012 : Land of Broken Dreams
- 2012 : Raise Your Hands
- 2014 : Starlight
- 2016 : Roar of the Underdog
- 2016 : The Human Paradox
- 2018 : Breathe with Me
- 2018 : The Grey
- 2018 : Firesign
- 2020 : Presence of Mind
- 2020 : Heartless Madness
- 2020 : Waterfall
- 2021 : Advent
- 2021 : Power of Will
- 2022 : Yours
- 2022 : Natural Born Killer
- 2022 : The White
- 2024 : Devilry of Ecstasy
- 2024 : Game of Faces